# Frank Gardner
Frank Gardner (Sydney, 1º ottobre 1930 – Mermaid Waters, 29 agosto 2009) è stato un pilota automobilistico australiano di Formula 1.

## Risultati

### Risultati completi in Formula 1
| 1964 | Scuderia                  | Vettura      |  |  |  |  |     |  |  |  |  |  |  |  | Punti | Pos. |
| ---- | ------------------------- | ------------ |  |  |  |  | --- |  |  |  |  |  |  |  | ----- | ---- |
| 1964 | John Willment Automobiles | Brabham BT10 |  |  |  |  | Rit |  |  |  |  |  |  |  | 0     |      |

| 1965 | Scuderia                  | Vettura      |    |     |     |  |   |    |     |     |  |  |  |  | Punti | Pos. |
| ---- | ------------------------- | ------------ | -- | --- | --- |  | - | -- | --- | --- |  |  |  |  | ----- | ---- |
| 1965 | John Willment Automobiles | Brabham BT11 | 12 | Rit | Rit |  | 8 | 11 | Rit | Rit |  |  |  |  | 0     |      |

| 1968 | Scuderia             | Vettura  |  |  |  |  |  |  |  |  |    |  |  |  | Punti | Pos. |
| ---- | -------------------- | -------- |  |  |  |  |  |  |  |  | -- |  |  |  | ----- | ---- |
| 1968 | Bernard White Racing | BRM P261 |  |  |  |  |  |  |  |  | NQ |  |  |  | 0     |      |

| Legenda | 1º posto     | 2º posto | 3º posto    | A punti         | Senza punti/Non class.  | Grassetto – Pole position Corsivo – Giro più veloce |
| Legenda | Squalificato | Ritirato | Non partito | Non qualificato | Solo prove/Terzo pilota | Grassetto – Pole position Corsivo – Giro più veloce |

### Risultati in Formula 2
| Stagione | Team                      | 1       | 2     | 3      | 4      | 5     | 6      | 7     | 8     | 9     | 10    | Punti | Pos. |
| -------- | ------------------------- | ------- | ----- | ------ | ------ | ----- | ------ | ----- | ----- | ----- | ----- | ----- | ---- |
| 1967     | Motor Racing Developments | SNE Rit | SIL 6 | NÜR 12 | HOC 1  | TUL 4 | JAR 10 | ZAN 3 | PER 9 | BRH 4 | VAL 4 | 34    | 2º   |
| 1968     | The Chequered Flag        | HOC     | THR   | JAR    | PAL NP | TUL 8 | ZAN    | PER   | HOC   | VAL   |       | 0     | NC   |

### Risultati nel Campionato internazionale gran turismo
| 1962 | Scuderia               | Vettura                | Stati Uniti (bandiera) | Stati Uniti (bandiera) | Stati Uniti (bandiera) | Italia (bandiera) | Italia (bandiera) | Germania Ovest (bandiera) | Germania Ovest (bandiera) | Francia (bandiera)        | Francia (bandiera)        | Italia (bandiera)  | Regno Unito (bandiera)    | Germania Ovest (bandiera) | Stati Uniti (bandiera) | Stati Uniti (bandiera)    | Francia (bandiera)        |                        |                     |                           |                        |                        |                    |                        |
| ---- | ---------------------- | ---------------------- | ---------------------- | ---------------------- | ---------------------- | ----------------- | ----------------- | ------------------------- | ------------------------- | ------------------------- | ------------------------- | ------------------ | ------------------------- | ------------------------- | ---------------------- | ------------------------- | ------------------------- | ---------------------- | ------------------- | ------------------------- | ---------------------- | ---------------------- | ------------------ | ---------------------- |
| 1962 | Team Lotus Engineering | Lotus Elite            |                        |                        |                        |                   |                   |                           |                           | 8                         |                           |                    |                           |                           |                        |                           |                           |                        |                     |                           |                        |                        |                    |                        |
| 1963 | Scuderia               | Vettura                | Stati Uniti (bandiera) | Stati Uniti (bandiera) | Stati Uniti (bandiera) | Italia (bandiera) | Belgio (bandiera) | Italia (bandiera)         | Germania Ovest (bandiera) | Italia (bandiera)         | Germania Ovest (bandiera) | Francia (bandiera) | Italia (bandiera)         | Germania Ovest (bandiera) | Francia (bandiera)     | Germania Ovest (bandiera) | Italia (bandiera)         | Regno Unito (bandiera) | Svizzera (bandiera) | Germania Ovest (bandiera) | Italia (bandiera)      | Italia (bandiera)      | Francia (bandiera) | Stati Uniti (bandiera) |
| 1963 | Team Elite             | Lotus Elite Lotus Elan |                        |                        |                        |                   |                   |                           |                           |                           |                           | Rit                |                           |                           |                        |                           |                           | Rit                    |                     |                           |                        |                        |                    |                        |
| 1964 | Scuderia               | Vettura                | Stati Uniti (bandiera) | Stati Uniti (bandiera) | Italia (bandiera)      | Italia (bandiera) | Belgio (bandiera) | Italia (bandiera)         | Germania Ovest (bandiera) | Germania Ovest (bandiera) | Francia (bandiera)        | Francia (bandiera) | Germania Ovest (bandiera) | Italia (bandiera)         | Regno Unito (bandiera) | Svizzera (bandiera)       | Germania Ovest (bandiera) | Italia (bandiera)      | Francia (bandiera)  | Stati Uniti (bandiera)    | Stati Uniti (bandiera) | Francia (bandiera)     |                    |                        |
| 1964 | Willment Racing        | Elva Mk.7S             |                        |                        |                        |                   |                   |                           |                           |                           |                           |                    |                           |                           | Rit                    |                           |                           |                        |                     |                           |                        |                        |                    |                        |
| 1965 | Scuderia               | Vettura                | Stati Uniti (bandiera) | Stati Uniti (bandiera) | Italia (bandiera)      | Italia (bandiera) | Italia (bandiera) | Regno Unito (bandiera)    | Italia (bandiera)         | Belgio (bandiera)         | Germania Ovest (bandiera) | Italia (bandiera)  | Germania Ovest (bandiera) | Francia (bandiera)        | Francia (bandiera)     | Italia (bandiera)         | Germania Ovest (bandiera) | Italia (bandiera)      | Svizzera (bandiera) | Germania Ovest (bandiera) | Stati Uniti (bandiera) | Stati Uniti (bandiera) |                    |                        |
| 1965 | John Willment          | Shelby Cobra           |                        |                        |                        |                   |                   | 10                        |                           |                           |                           |                    |                           |                           | Rit                    |                           |                           |                        |                     |                           |                        |                        |                    |                        |
| 1965 | Alan Mann Racing       | Shelby Cobra           |                        |                        |                        |                   |                   |                           |                           |                           | 10                        |                    |                           |                           |                        |                           |                           |                        |                     |                           |                        |                        |                    |                        |

### Risultati nel Campionato internazionale sportprototipi
| 1966 | Scuderia                     | Vettura     | Stati Uniti (bandiera) | Stati Uniti (bandiera) | Italia (bandiera)      | Italia (bandiera) | Belgio (bandiera) | Germania Ovest (bandiera) | Francia (bandiera)        | Italia (bandiera)         | Italia (bandiera)      | Germania Ovest (bandiera) | Svizzera (bandiera) | Germania Ovest (bandiera) | Austria (bandiera)  |                           |
| ---- | ---------------------------- | ----------- | ---------------------- | ---------------------- | ---------------------- | ----------------- | ----------------- | ------------------------- | ------------------------- | ------------------------- | ---------------------- | ------------------------- | ------------------- | ------------------------- | ------------------- | ------------------------- |
| 1966 | Alan Mann Racing             | Ford GT40   |                        | Rit                    |                        |                   | 2                 |                           | Rit                       |                           |                        |                           |                     |                           |                     |                           |
| 1967 | Scuderia                     | Vettura     | Stati Uniti (bandiera) | Stati Uniti (bandiera) | Italia (bandiera)      | Belgio (bandiera) | Italia (bandiera) | Germania Ovest (bandiera) | Francia (bandiera)        | Germania Ovest (bandiera) | Italia (bandiera)      | Regno Unito (bandiera)    | Italia (bandiera)   | Austria (bandiera)        | Svizzera (bandiera) | Germania Ovest (bandiera) |
| 1967 | Carroll Shelby International | Ford GT40   | Rit                    |                        |                        |                   |                   |                           |                           |                           |                        |                           |                     |                           |                     |                           |
| 1967 | Holman & Moody               | Ford GT40   |                        |                        |                        |                   |                   |                           | Rit                       |                           |                        |                           |                     |                           |                     |                           |
| 1968 | Scuderia                     | Vettura     | Stati Uniti (bandiera) | Stati Uniti (bandiera) | Regno Unito (bandiera) | Italia (bandiera) | Italia (bandiera) | Germania Ovest (bandiera) | Belgio (bandiera)         | Stati Uniti (bandiera)    | Austria (bandiera)     | Francia (bandiera)        |                     |                           |                     |                           |
| 1968 | Alan Mann Racing             | Ford P68    |                        |                        |                        |                   |                   | Rit                       | Rit                       |                           |                        |                           |                     |                           |                     |                           |
| 1969 | Scuderia                     | Vettura     | Stati Uniti (bandiera) | Stati Uniti (bandiera) | Regno Unito (bandiera) | Italia (bandiera) | Italia (bandiera) | Belgio (bandiera)         | Germania Ovest (bandiera) | Francia (bandiera)        | Stati Uniti (bandiera) | Austria (bandiera)        |                     |                           |                     |                           |
| 1969 | Alan Mann Racing             | Ford P68    |                        |                        | Rit                    |                   |                   |                           |                           | Rit                       |                        |                           |                     |                           |                     |                           |
| 1969 | Sid Taylor Racing            | Lola T70    |                        |                        |                        | 5                 |                   |                           |                           |                           |                        |                           |                     |                           |                     |                           |
| 1969 | Porsche                      | Porsche 917 |                        |                        |                        |                   |                   |                           | 8                         |                           |                        |                           |                     |                           |                     |                           |
| 1970 | Scuderia                     | Vettura     | Stati Uniti (bandiera) | Stati Uniti (bandiera) | Regno Unito (bandiera) | Italia (bandiera) | Italia (bandiera) | Belgio (bandiera)         | Germania Ovest (bandiera) | Francia (bandiera)        | Stati Uniti (bandiera) | Austria (bandiera)        |                     |                           |                     |                           |
| 1970 | Grand Bahama Racing          | Lola T70    |                        |                        | Rit                    |                   |                   |                           |                           |                           |                        |                           |                     |                           |                     |                           |

### Risultati nella 24 Ore di Le Mans
| Anno | Classe | N° | Gomme | Vettura                                  | Squadra                | Co-pilota          | Giri | Pos. Assol. | Pos. di Classe |
| ---- | ------ | -- | ----- | ---------------------------------------- | ---------------------- | ------------------ | ---- | ----------- | -------------- |
| 1962 | GT 1.3 | 44 | D     | Lotus Elite Mk14 Coventry Climax 1.2L I4 | Team Lotus Engineering | David Hobbs        | 286  | 8º          | 1º             |
| 1963 | GT 1.3 | 38 | D     | Lotus Elite Mk14 Coventry Climax 1.2L I4 | Team Elite             | John Coundley      | 167  | DNF         | DNF            |
| 1966 | P +5.0 | 7  | G     | Ford GT40 Mk.II Ford 7.0L V8             | Alan Mann Racing Ltd.  | Norman Graham Hill | 110  | DNF         | DNF            |
| 1967 | P +5.0 | 5  | F     | Ford GT40 Mk.IIB Ford 7.0L V8            | Holman & Moody         | Roger McCluskey    | 179  | DNF         | DNF            |
| 1969 | S 5.0  | 9  | G     | Ford GT40 Mk.I Ford 4.9L V8              | Alan Mann Racing Ltd.  | Malcolm Guthrie    | 42   | DNF         | DNF            |

### Risultati nella 12 Ore di Sebring
| Anno | Scuderia         | Costruttore | Vettura   | Numero | Categoria | Classe | Co-Pilota                       | Giri | Risultato di classe | Risultato assoluto |
| ---- | ---------------- | ----------- | --------- | ------ | --------- | ------ | ------------------------------- | ---- | ------------------- | ------------------ |
| 1966 | Alan Mann Racing | Ford        | Ford GT40 | 25     | Sport     | S 5.0  | Sir John Henry Douglas Whitmore | 146  | Rit                 | Rit                |

### Risultati ai 1000 km del Nürburgring
| Anno | Scuderia                   | Costruttore | Vettura                    | Numero | Categoria    | Classe  | Co-Pilota                                                          | Giri | Risultato di classe | Risultato assoluto |
| ---- | -------------------------- | ----------- | -------------------------- | ------ | ------------ | ------- | ------------------------------------------------------------------ | ---- | ------------------- | ------------------ |
| 1965 | Patrick McNally Alan Mann  | AC Cars     | Shelby Cobra               | 51     | Gran Turismo | GT +3.0 | Patrick McNally Robert "Bob" Bondurant Jochen Neerpasch Jack Sears | -    | NP                  | NP                 |
| 1965 | Alan Mann Racing Team      | AC Cars     | Shelby Cobra Daytona Coupe | 55     | Gran Turismo | GT +3.0 | Jack Sears                                                         | 42   | 2º                  | 10º                |
| 1968 | Alan Mann Racing Ltd.      | Ford        | Ford F3L P68               | 42     | Prototipo    | P 3.0   | Richard Attwood                                                    | -    | Rit                 | Rit                |
| 1969 | Porsche System Engineering | Porsche     | Porsche 917                | 61     | Sport        | S 5.0   | David Piper                                                        | 40   | 2º                  | 8º                 |